# Бах, Иоганн Кристиан
Иога́нн Кристиа́н Бах (нем. Johann Christian Bach, 5 сентября 1735, Лейпциг — 1 января 1782, Лондон) — композитор эпохи классицизма, одиннадцатый из тринадцати детей Иоганна Себастьяна Баха во втором браке. Известен как «Миланский Бах» и «Лондонский Бах», или «Английский Бах» (прожил в Милане 8 лет и в Лондоне 20 лет). Оказал влияние на формирование концертного стиля Моцарта.

## Биография
Родился 5 сентября 1735 года в Лейпциге, его матерью была вторая жена Иоганна Себастьяна — Анна Магдалена. В лейпцигской школе Святого Фомы его первым учителем был отец, впрочем, недолго (именно это обстоятельство и наступление эпохи классицизма в искусстве объясняет разительные отличия их музыкальных стилей), так как в последние годы жизни здоровье И. С. Баха сильно пошатнулось, и он стремительно терял зрение, а после смерти Иоганна Себастьяна ему стал преподавать единокровный брат Карл Филипп Эмануил.
Карьера Иоганна Кристиана складывалась удачно, сначала он показал себя как композитор, а позже — как музыкант, играя вместе с Карлом Фридрихом Абелем, известным исполнителем на виоле да гамба. Иоганн Кристиан сочинял кантаты, камерную музыку, клавирные и оркестровые композиции, оперы и симфонии.
С 1754 по 1762 год Иоганн Кристиан жил в Италии. Благодаря покровительству графа Агостино Литта он вначале учился у падре Мартини из Болоньи, а позже у Джованни Баттисты Саммартини. В 1760 году стал органистом Миланского собора. В это же время перешел из лютеранства в католическую веру. Смена вероисповедания была необходимым условием получения поста церковного органиста. К. Ф. Э. Бах отнёсся весьма неблагосклонно к нарушению младшим братом семейных религиозных традиций. В Италии он также стал известен как автор опер и подписал несколько контрактов на их постановку в Милане, Турине и Неаполе.
В 1762 году совершил путешествие в Лондон на премьеру своих опер в Королевском театре. В Англии он служил учителем музыки у королевы Шарлотты. Состоял в масонской ложе «Девять Муз» № 235 на Востоке Лондона.
Знаменательной была его встреча с Леопольдом и Вольфгангом Амадеем Моцартом, которые приезжали в Лондон в 1764 и 1765 годах. В апреле 1764 года он впервые музицировал вместе с 8-летним вундеркиндом. Леопольд Моцарт настоятельно рекомендовал своему сыну подражать произведениям И. К. Баха, чьё стилистическое влияние ощущается в 1-й Лондонской симфонии В. А. Моцарта и его более поздних произведениях.
В 1766 году встретил певицу (сопрано) Чечилию Грасси, на которой вскоре женился, несмотря на то, что она была на 11 лет младше. Детей у них не было.
Иоганн Кристиан умер в Лондоне 1 января 1782 года. Моцарт в письме отцу назвал его смерть «потерей для музыкального мира».

## И. К. Бах исимфония
В списке работ Иоганн Кристиана симфонии занимают 91 позицию. Чуть больше половины из них, 48 работ, являются подлинными, тогда как авторство остальных 43 симфоний остается под сомнением.
Для сравнения, композитор, часто называемый «отцом симфонии», Йозеф Гайдн, написал около сотни симфоний. Однако большая их часть несравнима с симфониями Иоганна Кристиана, так как последние представляют собой в большей степени итальянские симфонии (sinfonia), нежели классические симфонии (symphony), в полной степени оформившиеся в позднем творчестве Моцарта и Гайдна.
Если использовать длительность произведения как грубую оценку для сравнения, мы увидим, что лучшие образцы симфоний И. К. Баха (Op. 7, No. 6 в G minor) звучат около 13 минут, в то время как симфония № 94 («Сюрприз») Гайдна длится 24 минуты.
Ясно, что слушатели симфоний И. К. Баха ожидают от его произведений совершенно других впечатлений, чем слушатели Гайдна или Моцарта. Ныне в концертных залах произведения Гайдна и Моцарта исполняются куда чаще, чем симфонии И. К. Баха. И это связано по большей части не с качеством и красотой музыки этих композиторов как таковыми, а с той ролью, которую произведения Гайдна и Моцарта сыграли в становлении симфонии как жанра. Впрочем, в последнее время у публики просыпается определённый интерес к музыке Иоганна Кристиана, в частности, Garland Publishing опубликовало (с 1984 по 1999 год) Полное собрание сочинений композитора в 48 частях.

## Список сочинений
Клавирные произведения
W A1 \ Клавирная соната Op. 5 No.1 в B flat major

W A2 \ Клавирная соната Op. 5 No.2 в D major

W A3 \ Клавирная соната Op. 5 No.3 в G major

W A4 \ Клавирная соната Op. 5 No.4 в E flat major

W A5 \ Клавирная соната Op. 5 No.5 в E major

W A6 \ Клавирная соната Op. 5 No.6 в C major

W A7 \ Клавирная соната Op. 17 No.1 в G major

W A8a \ Клавирная соната Op. 17 No.2 в C minor

W A8b \ Клавирная соната в C minor

W A9a \ Клавирная соната Op. 17 No.3 в E flat major

W A9b \ Клавирная соната в E flat major

W A10a \ Клавирная соната Op. 17 No.4 в G major

W A10b \ Клавирная соната в G major «A New Lesson»

W A11 \ Клавирная соната Op. 17 No.5 в A major

W A12 \ Клавирная соната Op. 17 No.6 в B flat major

W A13 \ Клавирная соната в A minor

W A14 \ Клавирная соната в A flat major

W A15 \ Токката для клавира в B flat major

W A16 \ Клавирная соната в B flat major

W A17 \ Клавирная соната (утеряно)

W A18 \ Соната для клавира в четыре руки Op. 15 No.6 в C major

W A19 \ Соната для клавира в четыре руки Op. 18 No.5 в A major

W A20 \ Соната для клавира в четыре руки Op. 18 No.6 в F major

W A21 \ Соната для двух клавиров Op. 15 No.5 в G major

W A22 \ Марш для клавира в F major

W A23 \ Полонез для клавира в B flat major

W A24 \ Менуэт для клавира в C minor

W A25 \ Менуэт для клавира в C major

W A26 \ Полонез для клавира в E flat major

W A27 \ Ария для клавира в A minor

W A28 \ Менуэт для клавира в D minor

W A29 \ Менуэт и трио для клавира в G minor

W A30 \ Менуэт и трио для клавира в C major

W A31 \ Менуэт для клавира в C major
Камерная музыка
W B1 \ Пьеса для арфы (утеряно)

W B2 \ Соната для клавира и скрипки Op. 10 No.1 в B flat major

W B3 \ Соната для клавира и скрипки Op. 10 No.2 в C major

W B4 \ Соната для клавира и скрипки Op. 10 No.3 в G major

W B5 \ Соната для клавира и скрипки Op. 10 No.4 в A major

W B6a \ Соната для клавира и скрипки Op. 10 No.5 в F major

W B6b \ Соната для виолы да гамба в F major

W B7 \ Соната для клавира и скрипки Op. 10 No.6 в D major

W B8 \ Соната для клавира и скрипки Op. 15 No.3 в D major

W B9 \ Соната для клавира и скрипки Op. 15 No.4 в B flat major

W B10 \ Соната для клавира и скрипки Op. 16 No.1 в D major

W B11 \ Соната для клавира и скрипки Op. 16 No.2 в G major

W B12 \ Соната для клавира и скрипки Op. 16 No.3 в C major

W B13 \ Соната для клавира и скрипки Op. 16 No.4 в A major

W B14 \ Соната для клавира и скрипки Op. 16 No.5 в D major

W B15a \ Соната для клавира и скрипки Op. 16 No.6 в F major

W B15b \ Соната для виолы да гамба в F major

W B16 \ Соната для клавира и скрипки Op. 18 No.1 в C major

W B17 \ Соната для клавира и скрипки Op. 18 No.2 в D major

W B18 \ Соната для клавира и скрипки Op. 18 No.3 в E flat major

W B19 \ Соната для клавира и скрипки Op. 18 No.4 в G major

W B20 \ Соната для клавира и скрипки No.1 в F major

W B21 \ Соната для клавира и скрипки No.2 в D major

W B22 \ Соната для клавира и скрипки No.3 в G major

W B23 \ Соната для клавира и скрипки No.4 в A major

W B24 \ Соната для клавира и скрипки No.5 в G major

W B25 \ Соната для клавира и скрипки No.6 в D major

W B26 \ Соната для клавира и скрипки No.7 в F major

W B27 \ Соната для клавира и скрипки в A major

W B28 \ Соната для трио (утеряно)

W B29 \ Соната для трио (утеряно)

W B30 \ Соната для трио Op. 2 No.5 в D major

W B31 \ Соната для трио Op. 2 No.2 в A major

W B32 \ Соната для трио Op. 2 No.6 в C major

W B33 \ Соната для трио Op. 2 No.4 в G major

W B34 \ Соната для трио Op. 2 No.3 в E flat major

W B35 \ Соната для трио Op. 2 No.1 в B flat major

W B36 \ Соната для трио Op. 8 No.3 в D major

W B37 \ Соната для трио Op. 8 No.1 в G major

W B38 \ Соната для трио Op. 8 No.2 в E flat major

W B39 \ Соната для трио Op. 8 No.5 в B flat major

W B40 \ Соната для трио Op. 8 No.6 в F major

W B41 \ Соната для трио Op. 8 No.4 в E major

W B42 \ Трио для двух скрипок и виолончели в B flat major

W B43 \ Трио для клавира Op. 2 No.1 в F major

W B44 \ Трио для клавира Op. 2 No.2 в G major

W B45 \ Трио для клавира Op. 2 No.3 в D major

W B46 \ Трио для клавира Op. 2 No.4 в C major

W B47a \ Трио для клавира в A major (Milanese version)

W B47b \ Трио для клавира Op. 2 No.5 в A major

W B48 \ Трио для клавира Op. 2 No.6 в E flat major

W B49 \ Трио для клавира Op. 15 No.1 в C major

W B50 \ Трио для клавира Op. 15 No.2 в A major

W B51 \ Квартет Op. 8 No.1 в C major

W B52 \ Квартет Op. 8 No.2 в D major

W B53 \ Квартет Op. 8 No.3 в E flat major

W B54 \ Квартет Op. 8 No.4 в F major

W B55 \ Квартет Op. 8 No.5 в G major

W B56 \ Квартет Op. 8 No.6 в B flat major

W B57 \ Квартет для флейты в D major

W B58 \ Квартет для флейты в C major

W B59 \ Квартет для флейты в A major

W B60 \ Квартет в B flat major

W B61 \ Квартет для двух флейт Op. 19 No.1 в C major

W B62 \ Квартет для двух флейт Op. 19 No.2 в D major

W B63 \ Квартет для двух флейт Op. 19 No.3 в G major

W B64 \ Квартет для двух флейт Op. 19 No.4 в C major

W B65 \ Квартет для двух гобоев (утеряно)

W B66 \ Клавирный Квартет в G major

W B67 \ Клавирный Квартет (утеряно)

W B68 \ Клавирный Квартет (утеряно)

W B69 \ Клавирный Квартет (утеряно)

W B70 \ Квинтет Op. 11 No.1 в C major

W B71 \ Квинтет Op. 11 No.2 в G major

W B72 \ Квинтет Op. 11 No.3 в F major

W B73 \ Квинтет Op. 11 No.4 в E flat major

W B74 \ Квинтет Op. 11 No.5 в A major

W B75 \ Квинтет Op. 11 No.6 в D major

W B76 \ Клавирный Квинтет Op. 22 No.1 в D major

W B77 \ Клавирный Квинтет Op. 22 No.2 в F major

W B78 \ Секстет для духовых, струнных и клавира в C major

W B79 \ Военный Квинтет No.1 в E flat major

W B80 \ Военный Квинтет No.2 в E flat major

W B81 \ Военный Квинтет No.3 в B flat major

W B82 \ Военный Квинтет No.4 в E flat major

W B83 \ Полковой марш «Prinz von Ernst» в E flat major

W B84 \ Полковой марш «Brauschweig» в E flat major

W B85 \ Полковой марш «Württemberg» в E flat major

W B86 \ Марш в E flat major «zu Pferde»

W B87 \ Марш в E flat major «zu Fuß»

W B88 \ Марш «vom ersten Bataillon Garde-Regiments в Hannover»

W B89 \ Марш «vom zweiten Bataillon Garde-Regiments в Hannover»

W B90 \ Марш в E flat major

W B91 \ Марш в E flat major

W B92 \ Марш в E flat major

W B93 \ Марш в B flat major

W BInc1 \ Сонаты для гитары и скрипки в C major

W BInc2 \ Трио для двух скрипок и виолончели в G major

W BInc3 \ Трио для арфы, скрипки и виолончели в B flat major

W BInc4 \ Клавирный Квартет в A major

W BInc5 \ Струнный Квинтет в B flat major

W BInc6 \ Дивертимент (утеряно)

W BInc7 \ Симфония для духовых No.1 в E flat major

W BInc8 \ Симфония для духовых No.2 в B flat major

W BInc9 \ Симфония для духовых No.3 в E flat major

W BInc10 \ Симфония для духовых No.4 в B flat major

W BInc11 \ Симфония для духовых No.5 в E flat major

W BInc12 \ Симфония для духовых No.6 в B flat major
Сочинения для оркестра
W C1 \ Симфония Op. 3 No.1 в D major

W C2 \ Симфония Op. 3 No.2 в C major

W C3 \ Симфония Op. 3 No.3 в E flat major

W C4 \ Симфония Op. 3 No.4 в B flat major

W C5 \ Симфония Op. 3 No.5 в F major

W C6 \ Симфония Op. 3 No.6 в G major

W C7a \ Симфония Op. 6 No.1 в G major

W C7b \ Симфония в G major

W C8 \ Симфония Op. 6 No.2 в D major

W C9 \ Симфония Op. 6 No.3 в E flat major

W C10 \ Симфония Op. 6 No.4 в B flat major

W C11 \ Симфония Op. 6 No.5 в E flat major

W C12 \ Симфония Op. 6 No.6 в G minor

W C13 \ Симфония Op. 8 No.2 в G major

W C14 \ Симфония Op. 8 No.3 в D major

W C15 \ Симфония Op. 8 No.4 в F major

W C16a \ Симфония в C major (Venier No.46)

W C16b \ Симфония в C major

W C17a \ Симфония в B flat major

W C17b \ Симфония Op. 9 No.1 в B flat major

W C18a \ Симфония в E flat major

W C18b \ Симфония Op. 9 No.2 в E flat major

W C19 \ Symphonie périodique в E flat major

W C20 \ Симфония Op. 12 No.1 (утеряно)

W C21 \ Симфония Op. 12 No.2 (утеряно)

W C22 \ Симфония Op. 12 No.3 (утеряно)

W C23 \ Симфония Op. 12 No.4 (утеряно)

W C24 \ Симфония Op. 12 No.5 (утеряно)

W C25 \ Симфония Op. 12 No.6 (утеряно)

W C26 \ Симфония Op. 18 No.1 в E flat major

W C27 \ Симфония Op. 18 No.4 в D major

W C28 \ Симфония Op. 18 No.5 в E major

W C29 \ Симфония a 6 (утеряно)

W C30 \ Увертюра a 6 (утеряно)

W C31 \ Симфония для double orchestra (утеряно)

W C32 \ Концерт для двух скрипок и виолончели в G major

W C33 \ Концерт для двух скрипок и гобоя в E flat major

W C34 \ Концерт для скрипки и виолончели в A major

W C35 \ Концерт для двух скрипок в D major

W C36a \ Концерт для двух скрипок и виолончели в C major

W C36b \ Концерт для двух скрипок и виолончели в C major

W C37 \ Концерт для флейты, гобоя и фагота в E flat major

W C38 \ Концерт для гобоя и фагота в F major

W C39 \ Концерт для 2 флейт, 2 скрипок и виолончели в D major

W C40 \ Концерт для 2 гобоев, 2 горнов и квинтета струнных в E flat major

W C41 \ Концерт для флейты, 2 кларнетов, 2 горнов и фагота в E flat major

W C42 \ Концерт для двух скрипок и виолончели в E flat major

W C43 \ Концерт для флейты, гобоя, скрипки и виолончели в C major

W C44 \ Концерт для флейты, 2 скрипок и виолончели в E major

W C45 \ Концерт для гобоя и трио струнных в G major (утеряно)

W C46 \ Концерт для скрипки и виолончели в B flat major

W C47 \ Концерт для гобоя, скрипки и 2 виолончелей (утеряно)

W C48 \ Концерт для фортепиано, гобоя, скрипки и виолончели в B flat major

W C49 \ Клавирный концерт Op. 1 No.1 в B flat major

W C50 \ Клавирный концерт Op. 1 No.2 в A major

W C51 \ Клавирный концерт Op. 1 No.3 в F major

W C52 \ Клавирный концерт Op. 1 No.4 в G major

W C53 \ Клавирный концерт Op. 1 No.5 в C major

W C54 \ Клавирный концерт Op. 1 No.6 в D major

W C55 \ Клавирный концерт Op. 7 No.1 в C major

W C56 \ Клавирный концерт Op. 7 No.2 в F major

W C57 \ Клавирный концерт Op. 7 No.3 в D major

W C58 \ Клавирный концерт Op. 7 No.4 в B flat major

W C59 \ Клавирный концерт Op. 7 No.5 в E flat major

W C60a \ Клавирный концерт Op. 7 No.6 в G major

W C60b \ Клавирный концерт в G major

W C61 \ Клавирный концерт Op. 14 в E flat major

W C62 \ Клавирный концерт Op. 13 No.1 в C major

W C63 \ Клавирный концерт Op. 13 No.2 в D major

W C64 \ Клавирный концерт Op. 13 No.3 в F major

W C65 \ Клавирный концерт Op. 13 No.4 в B flat major

W C66 \ Клавирный концерт Op. 13 No.5 в G major

W C67 \ Клавирный концерт Op. 13 No.6 в E flat major

W C68 \ Концерт для клавесина No.1 в B flat major

W C69 \ Концерт для клавесина No.2 в F minor

W C70 \ Концерт для клавесина No.3 в D minor

W C71 \ Концерт для клавесина No.4 в E major

W C72 \ Концерт для клавесина No.5 в G major

W C73 \ Концерт для клавесина No.6 в F minor

W C74 \ Концерт «nach Tartinis Manier» (утеряно)

W C75 \ Концерт для фортепиано в E flat major

W C76 \ Скрипичный Концерт в C major

W C77 \ Виолончельный Концерт (утеряно) (Edit- found, and played frequently)

W C78 \ Концерт для флейты в G major

W C79 \ Концерт для флейты в D major

W C80 \ Концерт для гобоя No.1 в F major

W C81 \ Концерт для гобоя No.2 в F major

W C82 \ Концерт для фагота в E flat major

W C83 \ Концерт для фагота в B flat major

W C84 \ Менуэт ко Дню рождения Её Величества в F major

W C85 \ Менуэт ко Дню рождения Её Величества в C major

W CInc1 \ Симфония в B flat major

W CInc2 \ Симфония в D major

W CInc3 \ Симфония в E flat major

W CInc4 \ Симфония в F major

W CInc5 \ Концерт для флейты, 2 violins & cello в G major

W CInc6 \ Концерт для клавесина в E major

W CInc7 \ Скрипичный Концерт (утеряно)

W CInc8 \ Концерт для флейты в D major (утеряно)

W CInc9 \ Менуэт в E flat major
Оратории

W D1 \ Gioas, re di Giuda

W DInc1 \ Хор для The Death of Abel (Пиччинни) (утеряно)

W DInc2 \ Хоры для Stabat Mater (Перголези) (утеряно)
Церковная музыка
W E1 \ Kyrie в D major (утеряно)

W E2 \ Kyrie в D major

W E3 \ Gloria в D major

W E4 \ Gloria в G major

W E5 \ Credo в C major

W E6 \ Invitatorium в F major

W E7 \ Lectio del officio per gli morti I

W E8 \ Lectio del officio per gli morti II

W E9 \ Lectio del officio per gli morti III

W E10 \ Miserere в B flat major

W E11 \ Ingresso e Kyrie della Messa de Morti в C minor

W E12 \ Dies Irae в C minor

W E13 \ Domine ad adjuvandum в D major

W E14 \ Domine ad adjuvandum в G major

W E15 \ Dixit Dominus в D major

W E16 \ Confitebor tibi Domine в E flat major

W E17 \ Beatus vir в F major

W E18 \ Laudate pueri в E major

W E19 \ Laudate pueri в G major

W E20 \ Magnificat a 8 в C major (unfinished)

W E21 \ Magnificat a 8 в C major

W E22 \ Magnificat a 4 в C major

W E23 \ Salve Regina в E flat major

W E24 \ Salve Regina в F major

W E25 \ Tantum ergo в F major

W E26 \ Tantum ergo в G major

W E27 \ Te Deum a 8 в D major (incomplete)

W E28 \ Te Deum a 4 в D major
Духовная музыка

W F1 \ Pater Noster a 8 (утеряно)

W F2 \ Attendite mortales в A minor

W F3 \ Larvae tremendae в D major

W F4a \ Si nocte tenebrosa в G minor «для Raaf»

W F4b \ Si nocte tenebrosa в G minor «для Pompili»

W F5 \ Let the solemn organs blow в D major

W FInc1 \ Мотет a 2 (утеряно)

W FInc2 \ Мотет a 3 (утеряно)
Оперы и случайные сочинения
W G1 \ Artaserse

W G2 \ Catone в Utica

W G3 \ Alessandro nell’Indie

W G4 \ Orione, ossia Diana vendicata

W G5 \ Zanaïda

W G6 \ Adriano в Siria

W G7 \ Carattaco

W G8 \ Temistocle

W G9 \ Lucio Silla

W G10 \ La clemenza di Scipione

W G11 \ Cantata a tre voci

W G12 \ Galatea (утеряно)

W G13 \ Cantata (утеряно)

W G14 \ Serenata (утеряно)

W G15 \ Endimione

W G16 \ La tempesta

W G17 \ O Venere vezzosa

W G18 \ Amor vincitore

W G19 \ Cefalo e Procri

W G20 \ Rinaldo ed Armida (утеряно)

W G21 \ Demofoonte

W G22 \ La Giulia

W G23 \ Gli Uccelatori

W G24 \ Il tutore e la pupilla

W G25 \ Astarto, re di Tiro

W G26 \ La cascina

W G27 \ La calamita de' cuori

W G28 \ L’Olimpiade

W G29 \ Orfeo ed Euridice (London, 1770)

W G30 \ Aria (утеряно)

W G31 \ Aria (утеряно)

W G32 \ Aria (утеряно)

W G33 \ Aria cantabile (утеряно)

W G34 \ Vo solcando un mar crudele в D major

W G35 \ Sventurata в van mi lagno в E flat major

W G36a \ Perchè si ingrata, oh Dio! в E flat major

W G36b \ Ah che gli stessi numi…Cara ti lascio

W G37 \ A si barbaro colpo…Morte, vieni

W G38 \ Scena di Berenice (утеряно)

W G39 \ Amadis de Gaule

W G40 \ Omphale (утеряно)

W G41 \ Happy Morn, auspicious rise

W G42 \ The Fairy Favour (утеряно)

W G43 \ The Maid of the Mill

W G44 \ The Summer’s Tale

W G45 \ The Genius of Nonesense (утеряно)

W GInc1 \ Cantata (утеряно)

W GInc2 \ Emira

W GInc3 \ Gli equivoci

W GInc4 \ Qualor da un galantuomo в B flat major

W GInc5 \ Coeurs sensibles в B flat major

W GInc6 \ Ode on the arrival of Queen Charlotte

W GInc7 \ Menalcas

W GInc8 \ Pharnaces (утеряно)

W GInc9 \ Amintas (утеряно)
Арии и песни
W H1 \ Mezendore

W H2 \ Der Weise auf dem Lande

W H3 \ So fliehst du mich (утеряно)

W H4 \ Canzonetta: Io lo so, che il bel sembiante

W H5 \ Canzonetta: Trova un sol, mia bella Clori

W H6 \ Canzonetta: Che ciascun per te sospiri

W H7 \ Canzonetta: Chi mai di questo core

W H8 \ Canzonetta: Ascoltami, o Clori

W H9 \ Canzonetta: Lascia ch’io possa, o Nice

W H10 \ Canzonetta: Parlami pur sincera

W H11 \ Canzonetta: Eccomi alfin disciolto

W H12 \ Canzonetta Op. 4 No.1: Già la notte s’avvicina

W H13 \ Canzonetta Op. 4 No.2: Ah rammenta, o bella Irene

W H14 \ Canzonetta Op. 4 No.3: Pur nel sonno almen talora

W H15 \ Canzonetta Op. 4 No.4: T’intendo si, mio cor

W H16 \ Canzonetta Op. 4 No.5: Che ciascun per te sospiri

W H17 \ Canzonetta Op. 4 No.6: Ascoltami, o Clori

W H18 \ Canzonetta Op. 6 No.1: Torna в quell’onda chiara

W H19 \ Canzonetta Op. 6 No.2: Io lo so, che il bel sembiante

W H20 \ Canzonetta Op. 6 No.3: E pur fra le tempeste

W H21 \ Canzonetta Op. 6 No.4: Trova un sol, mia bella Clori

W H22 \ Canzonetta Op. 6 No.5: Chi mai di questo core

W H23 \ Canzonetta Op. 6 No.6: Se infida tu mi chiami

W H24 \ Vauxhall Song: By my sighs you may discover

W H25 \ Vauxhall Song: Cruel Strephon, will you leave me

W H26 \ Vauxhall Song: Come Colin, pride of rural swains

W H27 \ Vauxhall Song: Ah, why shou’d love with tyrant

W H28 \ Vauxhall Song: в this shady blest retreat

W H29 \ Vauxhall Song: Smiling Venus, Goddess dear

W H30 \ Vauxhall Song: Tender Virgins, shun deceivers

W H31 \ Vauxhall Song: Lovely yet ungrateful swain

W H32 \ Vauxhall Song: When chilling winter hies away (утеряно)

W H33 \ Vauxhall Song: Midst silent shades and purling streams

W H34 \ Vauxhall Song: Ah seek to know what place detains

W H35 \ Vauxhall Song: Would you a female heart inspire

W H36 \ Vauxhall Song: Cease a while ye winds to blow

W H37 \ Vauxhall Song: See the kind indulgent gales

W H38 \ Vauxhall Song: Oh how blest is the condition

W H39 \ Vauxhall Song: Hither turn thy wand’ring eyes

W H40 \ Vauxhall Finale: Ode to Pleasure (утеряно)

W H41 \ Vauxhall Finale: Ode to Summer (утеряно)

W H42 \ Vauxhall Finale: The Pastoral Invitation (утеряно)

W H43 \ Neptune

W HInc1 \ Song(s) with unknown text(s) (утеряно)

W HInc2 \ Canzonetta: Se tu m’ami, se sospiri
Разные работы

W I1 \ Полонез для клавира в D minor

W I2 \ Fughettas для organ (утеряно)

W I3 \ Cadenzas для the Концерт Op. 7 No.5 в E flat major
Аранжировки произведений других композиторов
W LA1 \ Концерт для harpsichord solo No.1 в C major

W LA2 \ Концерт для harpsichord solo No.2 в E flat major

W LA3 \ Концерт для harpsichord solo No.3 в C major

W LAInc1 \ Overture в D major

W LG1 \ Orfeo ed Euridice (Naples, 1774)

W LG2 \ Ebben si vada…Io ti lascio в A major

W LG3 \ Mi scordo i torti…Dolci aurette в E flat major

W LG4 \ Sentimi non partir…Al mio bène в E flat major

W LG5 \ Infelice в van…Là nei regni в A major

W LH1 \ The Braes of Ballenden

W LH2 \ The Broom of Cowdenknows

W LH3 \ I’ll never leave thee

W LH4 \ Lochaber

W LH5 \ The yellow-hair’d Laddie (утеряно)

W LHInc1 \ Not on beauty’s transient pleasure
Аранжировки работ И. Х. Баха другими композиторами

W XC 1 \ Симфония Op. 18 No.6 в D major
Другие произведения

W YA28 \ Соната для клавира в четыре руки в D major

W YA29 \ Соната для клавира в четыре руки в G major

W YA30 \ Соната для клавира в четыре руки в C major

W YA50 \ Фуга на мотив BACH для органа в F major

W YB22 \ Скрипичная соната Op. 20 No.2 в D major

W YB43 \ Трио для флейты или скрипки, скрипки и continuo в B flat major

W YB47 \ Трио для флейты, флейты или скрипки и виолончели в C major

W YC90 \ Клавирный концерт в E flat major

W YC91 \ Клавирный концерт в A major

W YLA3 \ Клавирная соната в D major